# Mickey et le Phoque
Série Mickey Mouse
Mickey, Pluto et l'Autruche
(1948) Plutopia
(1951)
Pour plus de détails, voir Fiche technique et Distribution.
Mickey et le Phoque (Mickey and the Seal) est un dessin animé de Mickey Mouse produit par Walt Disney pour RKO Radio Pictures, sorti le 3 décembre 1948.

## Synopsis
Mickey visite un zoo et se fait un ami d'un petit phoque qu'il a nourri avec des poissons emporté dans son panier repas. Le phoque se cache dans le panier sans que Mickey s'en aperçoive. Une fois rentrée chez lui, Pluto le chien de Mickey découvre le phoque. L'animal marin se réfugie alors dans la baignoire de Mickey. Les deux animaux, le chien et le phoque, font de nombreuses bêtises avant que Mickey revienne et découvre le duo.

## Fiche technique
- Titre : Mickey and the Seal
- Autres titres[1]:
  - Allemagne : Micky und der Seehund, Micky und die Robbe
  - Argentine : Mickey y la foca
  - France : Mickey et le Phoque
  - Suède : Musse Piggs kelgris, Musse och sälungen
- Série : Mickey Mouse
- Réalisateur : Charles A. Nichols
- Scénario : Nick George, Milt Schaffer
- Voix : James MacDonald (Mickey), Pinto Colvig (Pluto)
- Producteur : Walt Disney, John Sutherland
- Animateur : Phil Duncan, Hugh Fraser, Dan MacManus, George Nicholas
- Layout : Karl Karpé
- Décor : Ralph Hulett
- Distributeur : RKO Radio Pictures
- Date de sortie : 3 décembre 1948[2]
- Format d'image : couleur (Technicolor)
- Durée : 7 min
- Musique : Oliver Wallace
- Langue : (en)
- Pays :  États-Unis

## Voix françaises

### 1erdoublage (1989)
- Jean-Paul Audrain : Mickey Mouse

### 2edoublage (exploité dansTous en boîte, 2002)
- Laurent Pasquier : Mickey Mouse

## Récompenses
- Oscars 1949  : Nomination à l'Oscar du meilleur court-métrage d'animation.